# Xã Dudley Lake, Quận Jefferson, Arkansas
Xã Dudley Lake (tiếng Anh: Dudley Lake Township) là một xã thuộc quận Jefferson, tiểu bang Arkansas, Hoa Kỳ. Năm 2010, dân số của xã này là 1.821 người.